# Tipula eugeniana
Tipula eugeniana är en tvåvingeart som beskrevs av Simova-tosic 1972. Tipula eugeniana ingår i släktet Tipula och familjen storharkrankar. Inga underarter finns listade i Catalogue of Life.